# Чемпионат СССР по международным шашкам среди женщин
Чемпионат СССР по международным шашкам среди женщин — ежегодное соревнование по шашкам. Первый чемпионат был проведён в 1975 году в Бендерах, последний — в 1991 году. Чемпионками страны становились одиннадцать спортсменок.

## Призёры
| Номер | Год                      | Место         | Золото                                            | Серебро                      | Бронза                         |
| 1     | 1975                     | Бендеры       | Любовь Травина Вильнюс                            | Ольга Беляева Киев           | Елена Михайловская Москва      |
| 2     | 1976                     | Ташкент       | Любовь Травина Вильнюс                            | Елена Михайловская Москва    | Ромуальда Виткаускайте Вильнюс |
| 3     | 1977                     | Сухуми        | Ромуальда Виткаускайте Вильнюс                    | Людмила Ильина Минск         | Елена Михайловская Москва      |
| 4     | 1978                     | Алма-Ата      | Елена Альтшуль Минск                              | Живиле Сакалаускайте Вильнюс | Ольга Левина Харьков           |
| 5     | 1979 + матч за 1-3 место | Тбилиси       | Елена Альтшуль Минск Людмила Сохненко Минск       | ----                         | Любовь Шаус (Травина) Вильнюс  |
| 6     | 1980                     | Вильнюс       | Алла Аграновская Харьков Любовь Шаус Вильнюс      | ----                         | Живиле Сакалаускайте Вильнюс   |
| 7     | 1981                     | Минск         | Ольга Левина Харьков                              | Елена Альтшуль Минск         | Ромуальда Виткаускайте Вильнюс |
| 8     | 1982                     | Поти          | Елена Альтшуль Минск                              | Людмила Сохненко Минск       | Елена Михайловская Москва      |
| 9     | 1983                     | Харьков       | Живиле Сакалаускайте Вильнюс                      | Зоя Садовская Минск          | Елена Альтшуль Минск           |
| 10    | 1984+матч-турнир         | Ленинград     | Ольга Левина Харьков                              | Елена Альтшуль Минск         | Елена Михайловская Москва      |
| 11    | 1985                     | Юрмала        | Живиле Рингялене (Сакалаускайте) Вильнюс          | Зоя Садовская Минск          | Елена Альтшуль Минск           |
| 12    | 1986                     | Ворошиловград | Елена Мартьянова Ленинград                        | Зоя Садовская Минск          | Нина Янковская Киев            |
| 13    | 1987                     | Минск         | Нина Янковская Киев Татьяна Тетерина Нижний Тагил | ----                         | Ольга Левина Харьков           |
| 14    | 1988                     | Благовещенск  | Зоя Садовская Минск                               | Алла Хоруженко Харьков       | Нина Янковская Киев            |
| 15    | 1989                     | Киев          | Зоя Голубева (Садовская) Минск                    | Ирина Пашкевич Минск         | Елена Раткович-Альтшуль Минск  |
| 16    | 1990                     | Симферополь   | Зоя Голубева Минск                                | Татьяна Балякина Минск       | Татьяна Чуб Харьков            |
| 17    | 1991                     | Харьков       | Нина Янковская Киев                               | Ольга Хазанович Запорожье    | Татьяна Чуб Харьков            |

| Спортсменка                                                                      | 1 | 2 | 3 | Всего медалей |
| Зоя Голубева                                                                     | 3 | 3 | 0 | 6             |
| Елена Раткович-Альтшуль                                                          | 3 | 2 | 3 | 8             |
| Любовь Шаус                                                                      | 3 | 0 | 1 | 4             |
| Живиле Рингялене                                                                 | 2 | 1 | 1 | 4             |
| Ольга Левина Нина Янковская                                                      | 2 | 0 | 2 | 4             |
| Людмила Сохненко                                                                 | 1 | 2 | 0 | 3             |
| Алла Хоруженко                                                                   | 1 | 1 | 0 | 2             |
| Ромуальда Шидлаускене                                                            | 1 | 0 | 3 | 3             |
| Елена Мартьянова Татьяна Тетерина                                                | 1 | 0 | 0 | 0             |
| Ольга Хазанович Татьяна Балякина Ирина Пашкевич Елена Михайловская Ольга Беляева | 0 | 1 | 0 | 1             |
| Татьяна Чуб                                                                      | 0 | 0 | 2 | 2             |

- Журнал «Шашки» 1989 №9, с.2.